# Lijst van voetbalinterlands Bosnië en Herzegovina - Liechtenstein
Deze lijst van voetbalinterlands is een overzicht van alle officiële voetbalwedstrijden tussen de nationale teams van Bosnië en Herzegovina en Liechtenstein. De landen hebben tot op heden tien keer tegen elkaar gespeeld. De eerste ontmoeting, een vriendschappelijke wedstrijd, werd gespeeld in Vaduz op 18 augustus 1999. Het laatste duel, een kwalificatiewedstrijd voor het Europees kampioenschap voetbal 2024, vond plaats op 13 oktober 2023 in de Liechtensteinse hoofdstad.

## Wedstrijden
| №  | Plaats | Datum            | Competitie           | Wedstrijd                             | Uitslag |
| -- | ------ | ---------------- | -------------------- | ------------------------------------- | ------- |
| 1  | Vaduz  | 18 augustus 1999 | Vriendschappelijk    | Liechtenstein − Bosnië en Herzegovina | 0 − 0   |
| 2  | Vaduz  | 28 maart 2001    | WK 2002 kwalificatie | Liechtenstein − Bosnië en Herzegovina | 0 − 3   |
| 3  | Zenica | 7 oktober 2001   | WK 2002 kwalificatie | Bosnië en Herzegovina − Liechtenstein | 5 − 0   |
| 4  | Vaduz  | 7 september 2012 | WK 2014 kwalificatie | Liechtenstein − Bosnië en Herzegovina | 1 − 8   |
| 5  | Zenica | 11 oktober 2013  | WK 2014 kwalificatie | Bosnië en Herzegovina − Liechtenstein | 4 − 1   |
| 6  | Tuzla  | 4 september 2014 | Vriendschappelijk    | Bosnië en Herzegovina − Liechtenstein | 3 − 0   |
| 7  | Zenica | 5 september 2019 | EK 2020 kwalificatie | Bosnië en Herzegovina − Liechtenstein | 5 − 0   |
| 8  | Vaduz  | 18 november 2019 | EK 2020 kwalificatie | Liechtenstein − Bosnië en Herzegovina | 0 − 3   |
| 9  | Zenica | 8 september 2023 | EK 2024 kwalificatie | Bosnië en Herzegovina − Liechtenstein | 2 − 1   |
| 10 | Vaduz  | 13 oktober 2023  | EK 2024 kwalificatie | Liechtenstein − Bosnië en Herzegovina | 0 − 2   |

## Samenvatting
| Competitie        | Totaal gespeeld | Winst Bosnië en Her. | Gelijk | Winst Liechtenstein | Doelsaldo Bosnië en Her. – Liechtenstein |
| ----------------- | --------------- | -------------------- | ------ | ------------------- | ---------------------------------------- |
| WK-kwalificatie   | 4               | 4                    | 0      | 0                   | 20 − 2                                   |
| EK-kwalificatie   | 4               | 4                    | 0      | 0                   | 12 − 1                                   |
| Vriendschappelijk | 2               | 1                    | 1      | 0                   | 3 − 0                                    |
| Totaal            | 10              | 9                    | 1      | 0                   | 35 − 3                                   |

Wedstrijden bepaald door strafschoppen worden, in lijn met de FIFA, als een gelijkspel gerekend.

## Details

### Vierde ontmoeting
| WK 2014 kwalificatie (Vaduz, Liechtenstein, 7 september 2012): |       | |
| Liechtenstein                                                  | 1 – 8 | Bosnië en Herzegovina |
| Mathias Christen 61'                                           | goals | 26' Zvjezdan Misimović 31' Zvjezdan Misimović 33' Vedad Ibišević 40' Vedad Ibišević 46' Edin Džeko 64' Edin Džeko 81' Edin Džeko 83' Vedad Ibišević |

### Vijfde ontmoeting
| WK 2014 kwalificatie (Zenica, Bosnië en Herzegovina, 11 oktober 2013):  |       |                    |
| Bosnië en Herzegovina                                                   | 4 – 1 | Liechtenstein      |
| Edin Džeko 27' Zvjezdan Misimović 34' Vedad Ibišević 38' Edin Džeko 39' | goals | 61' Nicolas Hasler |
| - Debuut van Zoran Kvržić (HNK Rijeka) voor Bosnië en Herzegovina.      |       |                    |

### Zesde ontmoeting
| Vriendschappelijk (Tuzla, Bosnië en Herzegovina, 4 september 2014): |       |               |
| Bosnië en Herzegovina | 3 – 0 | Liechtenstein |
| Vedad Ibišević 2' Vedad Ibišević 14' Edin Džeko 24' | goals |               |
| - Debuut van Goran Zakarić (NK Široki Brijeg), Sanjin Prcić (Stade Rennais), Gojko Cimirot (FK Sarajevo) en Jasmin Fejzić (VfR Aalen) voor Bosnië en Herzegovina. - Debuut van Dennis Salanovic (Atlético Madrid) voor Liechtenstein. |       |               |

N/FS BiH · A-internationals · Bondscoaches · Statistieken · Bosnisch vrouwenelftal · Bosnië U23 · Bosnië U21 · Bosnië U19 · Bosnië U18 · Bosnië U17 · Bosnië U16
1995 – 1999 ·
2000 – 2009 ·
2010 – 2019 ·
2020 − 2029
WK 2014
1995 · 
1996 · 
1997 · 
1998 · 
1999 · 
2000 · 
2001 · 
2002 · 
2003 · 
2004 · 
2005 · 
2006 · 
2007 · 
2008 · 
2009 · 
2010 · 
2011 · 
2012 · 
2013 · 
2014 · 
2015 · 
2016 · 
2017 · 
2018 ·
2019 ·
2020 ·
2021 ·
2022 ·
2023 ·
2024
Albanië ·
Algerije ·
Andorra ·
Argentinië ·
Armenië ·
Azerbeidzjan ·
Bahrein ·
Bangladesh ·
België ·
Brazilië · 
Bulgarije ·
Chili ·
China ·
Costa Rica ·
Cyprus ·
Denemarken ·
Duitsland ·
Egypte ·
Engeland ·
Estland ·
Faeröer ·
Finland ·
Frankrijk ·
Georgië ·
Ghana ·
Gibraltar ·
Griekenland ·
Hongarije ·
Ierland · 
IJsland ·
Indonesië ·
Iran ·
Israël ·
Italië ·
Ivoorkust ·
Japan ·
Joegoslavië · 
Jordanië ·
Kazachstan ·
Koeweit ·
Kroatië ·
Letland ·
Liechtenstein ·
Litouwen ·
Luxemburg ·
Maleisië ·
Malta ·
Mexico ·
Moldavië ·
Montenegro ·
Nederland ·
Nigeria ·
Noord-Ierland ·
Noord-Macedonië ·
Noorwegen ·
Oekraïne ·
Oezbekistan ·
Oman ·
Oostenrijk ·
Paraguay ·
Polen ·
Portugal ·
Qatar ·
Roemenië ·
San Marino ·
Schotland ·
Senegal ·
Servië en Montenegro ·
Slovenië ·
Slowakije ·
Spanje ·
Tsjechië ·
Tunesië · 
Turkije ·
Verenigde Staten · 
Vietnam ·
Wales ·
Wit-Rusland ·
Zimbabwe ·
Zuid-Korea ·
Zweden ·
Zwitserland
Argentinië (2014) ·
Iran (2014) ·
Nigeria (2014)
LFV · A-internationals · Bondscoaches · Statistieken · Liechtensteins vrouwenelftal · Liechtenstein U21 · Liechtenstein U19 · Liechtenstein U18 · Liechtenstein U17 · Liechtenstein U16
1980 – 1989 ·
1990 – 1999 ·
2000 – 2009 ·
2010 – 2019 ·
2020 − 2029
1981 · 
1982 · 
1983 · 
1984 · 
1985 · 
1986 · 
1987 · 
1988 · 
1989 · 
1990 · 
1991 · 
1992 · 
1993 · 
1994 · 
1995 · 
1996 · 
1997 · 
1998 · 
1999 · 
2000 · 
2001 · 
2002 · 
2003 · 
2004 · 
2005 · 
2006 · 
2007 · 
2008 · 
2009 · 
2010 · 
2011 · 
2012 ·
2013 ·
2014 ·
2015 ·
2016 ·
2017 ·
2018 ·
2019 ·
2020 ·
2021 ·
2022 ·
2023 ·
2024
Albanië ·
Andorra ·
Armenië ·
Australië ·
Azerbeidzjan ·
België ·
Bosnië en Herzegovina ·
China ·
Denemarken ·
Duitsland ·
Engeland ·
Estland ·
Faeröer ·
Finland ·
Georgië ·
Gibraltar ·
Griekenland ·
Hongarije ·
Hongkong ·
Ierland ·
IJsland ·
Indonesië ·
Israël ·
Italië · 
Kaapverdië ·
Kroatië ·
Letland ·
Litouwen ·
Luxemburg ·
Malta ·
Moldavië ·
Montenegro ·
Nederland ·
Noord-Ierland ·
Noord-Macedonië ·
Oostenrijk ·
Polen ·
Portugal ·
Qatar ·
Roemenië ·
Rusland ·
San Marino ·
Saoedi-Arabië ·
Schotland ·
Slowakije ·
Spanje ·
Thailand ·
Togo ·
Tsjechië ·
Turkije ·
Verenigde Staten ·
Wales ·
Wit-Rusland ·
Zweden ·
Zwitserland